# Skip James
Pour les articles homonymes, voir NJames.
Nehemiah Curtis « Skip » James (né en juin 1902 et mort le 3 octobre 1969) est un chanteur, guitariste, pianiste et compositeur de blues américain.

## Biographie

### Jeunesse
Nehemiah « Skip » James nait dans une plantation près de Bentonia dans le Mississippi, en juin 1902 (la date exacte est débattue). Élevé au sein de la plantation, il s'intéresse très tôt à la musique et apprend la guitare dès l'âge de huit ans. Il apprend également le piano à l'école qu'il abandonne rapidement pour se produire dans les bars et aux abords des églises (son père était un pasteur baptiste). Il travaille ensuite comme ouvrier dans la construction de routes et la maçonnerie, ce qui lui inspirera plus tard sa chanson Illinois Blues.

### Années 1920-1930
En 1931, il participe à un concours de blues organisé par un commerçant du Mississippi et est auditionné par H. C. Speir, un découvreur de talents. Il est envoyé dans l'État du Wisconsin enregistrer des morceaux pour le label Paramount.
Les sessions d'enregistrements de février 1931 font partie de la légende du blues : en quelques jours, il enregistre quelque 26 morceaux dont I'm so glad, et le célèbre Devil got my woman. Il s'inspire notamment de morceaux existants mais les transforme tellement qu'on peut lui en attribuer la paternité. Skip James touchera seulement quarante dollars pour l'ensemble de ses chansons car c'est la crise engendrée par le krach boursier qui s'annonce, ajoutée au fait que la radio diffuse maintenant gratuitement de la musique. Il décide alors d'arrêter de vivre du blues et devient pasteur baptiste.

### Redécouverte du public
On n'entend plus parler de lui pendant les trente années qui suivent. Ce n'est qu'en 1964 qu'il est retrouvé par de jeunes fans de blues, John Fahey,  Bill Barth, et Henry Vestine dans un hôpital à Tunica, dans le Mississippi. Encouragé à rejouer, il se produit avec Son House, au festival Newport Folk, amorçant ce qu'on appelle couramment le blues revival américain. Des groupes de jeunes musiciens aux États-Unis s'inspirent de lui (Canned Heat notamment), en Angleterre aussi. Les droits d'auteur reçus lors de la reprise par le groupe Cream du titre I'm so glad, 6 000 dollars, paieront la note d'hôpital de Skip James atteint d'un cancer (et les frais de funérailles à sa mort).
Il ré-enregistre alors les tubes de 1931 avec un style quasiment inchangé, laissant perplexes de nombreux admirateurs du fait qu'il n'a pas joué depuis plus de trente ans.

### Style musical
Skip James a énormément inspiré les autres bluesmens américains, et notamment Robert Johnson grâce à son style de guitare particulier : il joue entièrement aux doigts avec un picking très précis, rapide et clair (32-20 blues de Johnson est un hommage au 22-20 blues de Skip James) et utilise un accordage ouvert peu usité : l’accordage en ré mineur. Il chante en utilisant essentiellement la voix de tête. Skip James, à qui le film The Soul of a Man (2003) de Wim Wenders et Martin Scorsese est consacré en partie, a connu schématiquement deux grandes périodes : sa période de blues profane Devil got my woman, Cypress blues, nostalgique, et sa période de blues chrétien, avec  Jesus is a mighty good leader, plus gaie.

### Skip James par Wim Wenders
En 2004, Wim Wenders réalise The Soul of a man, le second volet d’une série de documentaires consacrés au blues dirigée par Martin Scorsese, The Blues : a musical journey (Le Blues : un voyage musical). Wenders y relate la vie de trois bluesmen : Blind Willie Johnson, Skip James, et J.B. Lenoir, celle de Skip en deux épisodes. Le premier de trente minutes montre de fausses images d’archives en noir et blanc, Skip n’ayant jamais été filmé avant les années 60, une reconstitution est réalisée où le rôle de Skip est tenu par Keith B. Brown. Cette partie est illustrée d’interprétations de ses œuvres par Lucinda Williams, Alvin Youngblood Hart, Bonnie Raitt, Jon Spencer, Beck et Lou Reed. Wenders brosse ensuite le portrait de J.B. Lenoir. Une transition relative au festival de Newport, où J.B. Lenoir se produisit, permet un retour à Skip james, qui y fut aussi redécouvert. Cette partie dure une vingtaine de minutes, avec cette fois-ci, de vraies images d’archives, notamment une version de I love cherry balls où Skip est entouré par Son House et Bukka White. On y écoute aussi Cream dans sa célèbre reprise d’ I’m glad, Garland Jeffreys,  Eagle Eye Cherry, James Blood Ulmer.

## Discographie

### Session de février 1931, Grafton
- Devil Got My Woman[3]
- Cypress Grove Blues
- Cherry Ball Blues
- Illinois Blues
- Four O'Clock Blues
- Hard-Luck Child
- Hard Time Killin' Floor Blues
- Yola My Blues Away
- Jesus Is A Mighty Good Leader
- Be Ready When He Comes
- Drunken Spree
- I'm So Glad
- Special Rider Blues
- How Long Buck
- Little Cow And Calf Is Gonna Die Blues
- What Am I To Do Blues
- 22-20 Blues
- If You Haven't Any Hay Get On Down The Road

### Blues Revival: 1964-1969
- She Lyin Adelphi, 1964
- Skip James Today! Vanguard, 1965
- Devil Got My Woman Vanguard, 1968
- I'm So Glad[4] Vanguard, 1978
- Live: Boston, 1964 & Philadelphia, 1966  Document, 1994
- Skip's Piano Blues, 1964 (Genes, 1998)
- Blues From the Delta Vanguard, 1998
- The Complete Bloomington, Indiana Concert - March 30, 1968 Document, 1999
- Skip's Guitar Blues, 1964(?) (Genes, 1999)
- Studio Sessions: Rare and Unreleased, 1967 (Vanguard, 2003)
- Hard Time Killing Floor Blues Biograph, 2003†
- Heroes of the Blues: The Very Best of Skip James Shout!, 2003
- Hard Time Universe, 2003†